# Sanguisorba
Sanguisorba L., 1753 è un genere di piante angiosperme della famiglia delle Rosacee originaria delle regioni temperate dell'emisfero boreale, il cui nome comune è salvastrella.
Oltre a essere utilizzata come pianta da giardino e in cucina, la salvastrella trova impieghi in medicina per le sue proprietà astringenti, digestive, diuretiche ed emostatiche.

## Tassonomia
Il genere comprende le seguenti specie:
- Sanguisorba albanica
- Sanguisorba albiflora
- Sanguisorba alpina
- Sanguisorba ancistroides
- Sanguisorba annua
- Sanguisorba applanata
- Sanguisorba armena
- Sanguisorba azovtsevii
- Sanguisorba canadensis
- Sanguisorba cretica
- Sanguisorba diandra
- Sanguisorba dodecandra
- Sanguisorba durui
- Sanguisorba filiformis
- Sanguisorba hakusanensis
- Sanguisorba hybrida
- Sanguisorba indica
- Sanguisorba japonensis
- Sanguisorba × kishinamii
- Sanguisorba lateriflora
- Sanguisorba longifolia
- Sanguisorba magnifica
- Sanguisorba mauritanica
- Sanguisorba megacarpa
- Sanguisorba menendezii
- Sanguisorba minor
- Sanguisorba obtusa
- Sanguisorba occidentalis
- Sanguisorba officinalis
- Sanguisorba × poroshirensis
- Sanguisorba × pseudo-officinalis
- Sanguisorba riparia
- Sanguisorba rupicola
- Sanguisorba sirnakia
- Sanguisorba stipulata
- Sanguisorba × takahashihideoi
- Sanguisorba tenuifolia